# Gina Rinehart

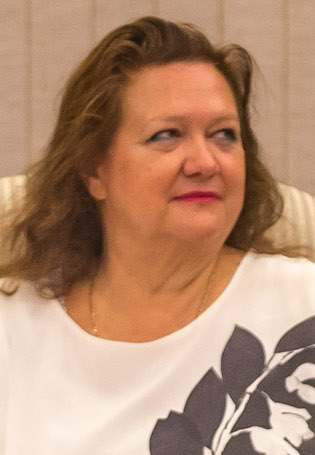
Gina Rinehart (2015)

Georgina Hope „Gina“ Rinehart AO (geb. Hancock; * 9. Februar 1954 in Perth, Western Australia) ist eine australische Bergbau-Unternehmerin.

## Leben
Gina Rinehart wurde als Tochter des Eisenerzmagnaten Lang Hancock in der westaustralischen Metropole Perth geboren und studierte in Sydney. 1983 heiratete sie in Las Vegas den New Yorker Rechtsanwalt Frank Rinehart und nahm dessen Nachnamen an. Frank war bei der Heirat mehr als doppelt so alt wie Gina.
Nach dem Tod ihres Vaters 1992 erbte sie dessen Unternehmen Hancock Prospecting.
In den 1990er Jahren erregte sie öffentliches Aufsehen durch einen jahrelangen Prozess gegen ihre Stiefmutter Rose Porteous. Rinehart verlangte von ihr die Herausgabe von Besitz im Wert von 26 Millionen Euro und verdächtigte sie, Lang Hancock ermordet zu haben. Peter Foss, damals Justizminister von Western Australia, lehnte zunächst eine Autopsie von Hancocks Leiche ab. Es tauchten jedoch philippinische Zeugen auf, die Rineharts Vermutungen stützten. Die Autopsie ergab, dass Hancock eines natürlichen Todes gestorben war. Wenig später wurde bekannt, dass die Zeugen von Rinehart Geld für ihre Aussagen erhalten hatten.
Rinehart befindet sich mit drei ihrer vier Kinder in einem finanziellen Streit. Nach einem Wunsch von Hancock sollte ein Trust, der ein Viertel der Anteile von Hancock Prospecting hielt, am 9. September 2011 auf die vier Geschwister übergehen. Kurz vor dem Termin forderte Rinehart ihre Kinder auf, einer Laufzeitverlängerung des Trusts bis 2068 zuzustimmen. Die drei älteren Kinder klagten daraufhin vor Gericht, um Rinehart als Bevollmächtigte des Trusts absetzen zu lassen. Im Oktober 2013 trat sie dann von dem Amt zurück.
2011 galt Rinehart als die reichste Australierin. Im Mai 2012 überholte sie Christy Walton als reichste Frau der Welt. Ihr Vermögen umfasst mehr als 22 Milliarden australische Dollar, was ungefähr 14,6 Milliarden Euro entspricht. Das Forbes Magazine setzte sie 2013 auf Platz 16 der Liste der 100 mächtigsten Frauen weltweit, 2015 erreichte sie noch Platz 37, 2024 kommt sie auf den fünfzigsten Platz.
Nach Analysen des Guardian ist sie die größte Landbesitzerin in Australien und besitzt 9,2 Millionen Hektar Land, was ca. 1,2 Prozent der Landmasse entspricht.
Für herausragende Verdienste um den Bergbausektor, um die Gemeinschaft durch philanthropische Initiativen und um den Sport als Mäzenin wurde sie 2022 zum Officer des Order of Australia ernannt.

## Politisches Engagement
Gina Rinehart meidet die Öffentlichkeit; sofern sie sich politisch äußert, vertritt sie sehr konservative und wirtschaftsliberale Ansichten. So schrieb sie am 29. August 2012 in einer Kolumne des Magazins Australian Resources and Investment: Wer auf Reichere neidisch sei, solle „nicht rumsitzen und jammern“, sondern „weniger Zeit mit Trinken, Rauchen und Treffen mit Leuten verbringen und mehr arbeiten“. Zugleich verlangte sie eine Absenkung des Mindestlohns bei gleichzeitigen Steuerkürzungen für Reiche. Das würde mehr Beschäftigung bringen. Aufgrund dieser Äußerungen steht sie stark in der Kritik.
Im Mai 2024 hat Gina Rinehart die National Gallery of Australia in Canberra aufgefordert, ein Porträt von ihr aus einer Ausstellung des preisgekrönten (Archibald Prize) Aborigine-Künstlers Vincent Namatjira zu entfernen. Es steht neben zahlreichen anderen Porträts, die ebenfalls comichaft, satirisch gezeichnet sind. Das Museum lehnte ab und hat nach eigenen Angaben deutlich mehr Besucher, seitdem die Geschichte vom Gina-Rinehart-Porträt um die Welt geht.